# James Baynes
Pour les articles homonymes, voir Baynes (homonymie).
James Baynes, né le 5 avril 1766 à Kirkby Lonsdale et mort le 12 mai 1837 à Londres, est un aquarelliste et un dessinateur anglais.

## Biographie
En 1784, à l'âge de 18 ans, il devient étudiant à la Royal Academy. Il épouse Mary Mann (1766-1845) en 1785 à l'église St Marylebone de Londres . Leur fils, Thomas Mann Baynes (1794-1854), était également un aquarelliste réputé.

## Œuvre

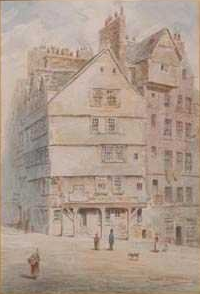
A Street Corner Scene with Figures (Une scène d'un coin de rue avec des figures) par James Baynes.

Les œuvres de James Baynes incluent :
- Le puits au château de Carisbrook (31.5 x 28, encre et lavis)
- Ruines de château avec figures (45.4 x 62.4, aquarelle sur papier)
- Le château de Caernarvon de l'autre côté de la rivière (37.7 x 53.8, aquarelle sur papier)
- Scène de coin de rue avec des figures (26.03 x 18.16, aquarelle sur papier)
- Figures sur un chemin du Lake District (18 x 29, aquarelle sur papier)